# 宇宙流
宇宙流是圍棋的一種佈局作戰的方式，是在1970年代由日本圍棋手武宮正樹所創造及發展。
在宇宙流出現之前的圍棋戰法，大多重視實利，亦即以第三線為主的佈局方式，以求在邊上取得地盤，即使到1930年代，由日本棋手木谷實開始在部分棋局運用三連星佈局，對於外勢有較多的運用。但一般而言，重實利和第三線仍是圍棋的主流。
武宮正樹的出現使得這種方式有所轉變，他重視外勢甚於實利、重視第四線勝於第三線，主張棋子要向中央而不是邊上作發展，在他多數持黑子的棋局中，大多數都是以佔四線運用外勢的三連星佈局為主，而其他棋局也多重視佈在第四線，
由於這種棋的下法不重視地面上（邊上），而是整個中央天空的作戰，因此被稱作宇宙流。由於他在1970、1980年代日本棋界的活躍，使得他的這種下法影響到整個圍棋界，整個圍棋的思惟，因此變得更豐富更廣闊。雖然到1990年代以後，宇宙流由於他個人年齡所帶來的棋力下降，以及乏人後繼而逐漸衰落，但其中所蘊含的外勢運用、第四線的重視以及在中央作戰的思惟，已經成為新一代棋手內心資源的一部分了。